# أبو بكر الحكيم
بوبكر بن الحبيب عبد الحكيم (بالفرنسية: Boubaker El Hakim)‏ المدعو أبو مقاتل (1 أغسطس 1983- 26 نوفمبر 2016) إرهابي تونسي متهم في عملية اغتيال السياسي التونسي محمد براهمي.

## نشاته
“ولد أبو بكر الحكيم في 1 أغسطس 1983 بباريس من والديه الحبيب حكيم وحبيبة عياري وهم من أصل تونسي، استقرت اسرته في 1998 في شقة بالدائرة 19 في شمال شرق باريس مع أمه وشقيقتيه وشقيقيه. وقد درس في ثانوية مهنية تعلم فيها المحاسبة.

## تنقله بين فرنسا وسوريا والعراق
في 2002 قام أبو بكر الحكيم بأول زيارة إلى سوريا لدراسة علوم الشريعة الإسلامية وتردد حينها على معهد الفتح الإسلامي بدمشق، وفي جانفي 2003 عاد إلى فرنسا حيث شارك مع 300 من الإسلاميين في التظاهرات التي سارت احتجاجا على الغزو الأمريكي للعراق، ولكنه اختفى لاحقا عن أنظار أجهزة المخابرات الفرنسية حيث توجه مجددا إلى سوريا ومنها إلى العراق بدعوى “المساعدة الإنسانية”، قبل التوجه مجددا إلى سوريا في مارس 2003 ثم العراق، قبل سقوط بغداد.
وفي بغداد أقام في فندق فلسطين الذي يتردد عليه العديد من الصحفيين، وكان يعرض في بعض الأحيان خدماته للترجمة على الصليب الأحمر، كما أفاد محاميه.
وأفادت عدة مصادر في الملف أنه دعا أصدقاءه في باريس من خلال إذاعة فرنسية كان مراسلها في العراق إلى قتال الأمريكيين.
ومع انهيار النظام العراقي في أفريل 2003 توجه الحكيم إلى سوريا حيث اعتقل ثم أبعد إلى فرنسا في ماي 2003. حيث عمل في بيع الملابس في الأسواق الأسبوعية المتنقلة، وتزوج ورزق بطفلة أسماها عائشة.
وفي مارس 2004 عاد إلى سوريا حيث اتصل بالعديد من عناصر في باريس بمن فيهم شقيقه رضوان (19 سنة) الذي قتل في قصف أمريكي في الفلوجة بالعراق في جويلية 2004.
وفي ختام المطاف اعتقل أبوبكر الحكيم في سوريا عندما كان يحاول التسلل بدون وثائق إلى العراق في سبتمبر 2004. وبعدما أبعدته سوريا، اعتقلته عناصر الاستخبارات الفرنسية لدى وصوله إلى فرنسا وأودعوه الحبس الاحترازي.
وأكد الحكيم بعدما أضعفه الاعتقال في سوريا، لمحاميه أنه تعرض للتعذيب وسوء المعاملة بانتظام. فيما قال المحامي: لم يخطط أبدا لاعتداءات في فرنسا ولم يستهدف مصالح فرنسية.
وأودع الحكيم المتهم بتشكيل “عصابة إجرامية على علاقة بمشروع إرهابي” في سجن فرين بالمنطقة الباريسية بعد 9 أشهر من الاعتقال في سوريا جراء ضبطه وهو يحاول التسلل إلى العراق للمشاركة في قتال الأمريكيين.
في مايو 2008 اعتقل تمّ الحكم عليه في 14 يونيو 2008 بالسجن المشدّد لمدّة 7 سنوات لمدّة لا تقلّ عن ثلثي الحكم لإنشاء نواة للجهاد نحو العراق. ثمّ تمّ الإفراج عنه في يناير 2011.

## دخوله إلى تونس
دخل إلى تونس واقام في عمادة الفجة بمدينة المرناقية التابعة لولاية منوبة وانظم إلى انصار الشريعة
وفي جويلية 2013، بعد أيام من اغتيال محمد البراهمي، أشار وزير الداخلية التونسي لطفي بن جدو ان أبو بكر الحكيم متورط في اغتيال محمد براهمي وأنّه بالإضافة إلى تورّطه في هذا الاغتيال، هو “متورّط أيضًا في قضية مصادرة الأسلحة في المنيهلة ومدنين ودوار هيشر”.

## ظهوره في تسجيل مرئي
في ديسمبر 2014 وفي تسجيل مرئي اصدرته مؤسسة الاعتصام للإنتاج الاعلامي التابعة للدولة الإسلامية ظهر أبو بكر الحكيم في هذا التسجيل الّذي صوّر في مكان غير معلوم، محاط بثلاثة رجال، كانوا في زي قتال ويحملون أسلحة وخلفهم راية العقاب التي تستخدمها الدولة الإسلامية . أعلن في هذا التسجيل عن تبنيه عمليتي اغتيال شكري بلعيد ومحمد براهمي.

## مقتله
في يوم 11 ديسمبر/كانون الأول 2016، أكدت وزارة الدفاع الأميركية (البنتاغون) مقتل الحكيم في غارة جوية لقوات التحالف الدولي على الرقة في سوريا يوم 26 نوفمبر/تشرين الثاني 2016. وقال أحد الناطقين باسم البنتاغون في رسالة إلكترونية إن مقتل الحكيم «يحرم تنظيم الدولة من قيادي كبير متورط منذ زمن في التخطيط لعمليات خارجية وتدبيرها ويضعف قدراته على شن هجمات إرهابية».